# Tituly a vyznamenání Rainiera III.

Erb Rainiera III. jakožto rytíře Řádu Serafínů

Monacký kníže Ranier III., celým jménem Rainier Louis Henri Maxence Bertrand Grimaldi, obdržel během svého života řadu titulů a vyznamenání. Během své vlády od 9. května 1949 do 6. dubna 2005 byl také velmistrem monackých řádů.

## Tituly
- 31. května 1923 – 2. června 1944: Jeho jasná Výsost princ Rainier Monacký
- 2. června 1944 – 9. května 1949: Jeho jasná Výsost dědičný princ monacký
- 9. května 1949 – 6. dubna 2005: Jeho jasná Výsost princ Ranier III., kníže monacký

## Erb

Erb monackého knížete Raniera III.

## Vyznamenání

### Monacká vyznamenání
- velmistr Řádu svatého Karla
- velmistr Řádu Grimaldiů
- velmistr Řádu koruny
- velmistr Kulturního záslužného řádu

### Zahraniční vyznamenání
- Belgie
  -  velkostuha Řádu Leopoldova
  -  Válečný kříž 1940–1945 s palmou
- Egyptské království
  -  řetěz Řádu Muhammada Alího
- Francie
  -  velkokříž Řádu čestné legie[1]
  -  Croix de guerre 1939–1945 se stříbrnou hvězdou
  -  Dobrovolnický kříž 1939–1945
  -  Croix du combattant
  -  Pamětní medaile války 1939–1945
- Írán
  -  Pamětní medaile 2500. výročí Perské říše – 14. října 1971[2]
- Itálie
  -  velkokříž s řetězem Řádu zásluh o Italskou republiku –  30. května 1953[3]
  -  Válečný záslužný kříž
- Království Srbů, Chorvatů a Slovinců
  -  velkokříž Řádu hvězdy Karadjordjevićů
- Libanon
  -  Řád za zásluhy I. třídy
- Nizozemsko
  -  rytíř Nassavského domácího řádu zlatého lva
- Panama
  -  velkokříž s řetězem Řádu Manuela Amadora Guerrera
- Portugalsko
  -  velkokříž s řetězem Řádu svatého Jakuba od meče – 27. dubna 1964[4]
- Řecko
  -  velkokříž Řádu Spasitele
  -  velkokříž s řetězem Řádu svatých Jiřího a Konstantina
- Salvador
  -  velkokříž Řádu José Matíase Delgada
- Spojené státy americké
  -  Bronzová hvězda
- Švédsko
  -  velkokříž s řetězem Řádu Serafínů – 14. října 1949
- Vatikán
  -  velkokříž s řetězem Řádu zlaté ostruhy

## Ostatní ocenění
- Zlatá medaile motoristického sportu, Mezinárodní automobilová federace
- zlatý Olympijský řád, Mezinárodní olympijský výbor – 1988[5]
- American Legion Gold Medal I. třídy, American Legion